# Oborci
Oborci är en ort i Bosnien och Hercegovina.   Den ligger i entiteten Federationen Bosnien och Hercegovina, i den centrala delen av landet, 80 km nordväst om huvudstaden Sarajevo. Oborci ligger 614 meter över havet och antalet invånare är 648.
Terrängen runt Oborci är huvudsakligen kuperad. Oborci ligger nere i en dal. Närmaste större samhälle är Bugojno, 15,5 km söder om Oborci. 
I omgivningarna runt Oborci växer i huvudsak lövfällande lövskog. Runt Oborci är det ganska tätbefolkat, med 93 invånare per kvadratkilometer.